# マト県
マト県（マトけん、アルバニア語: Rrethi i Matit、英語: Mat District）は、アルバニアのディブラ州に属する県。2010年1月1日現在の人口は48,803人で、面積は1,028km2である。県都はブレル。名称は県内を流れるマト川に由来している。かつてアルバニア国王となったゾグー1世のゾグー家が支配していた地方として知られる。

## 下部行政区画

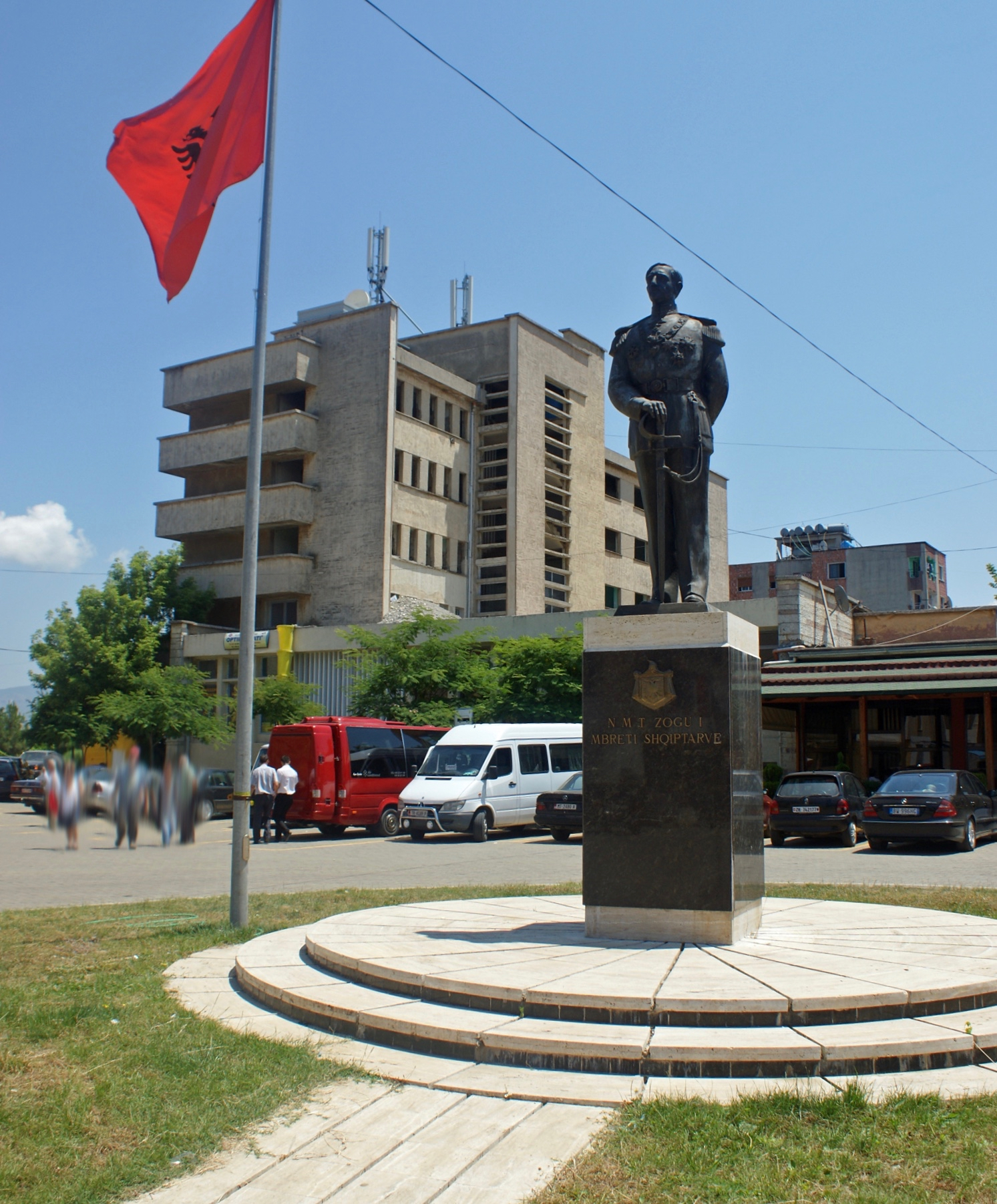
ブレル市内のゾグー1世像

- Bashkia Burrel
- Bashkia Klos
- Komuna Baz
- Komuna Derjan
- Komuna Gurrë
- Komuna Komsi
- Komuna Lis
- Komuna Macukull
- Komuna Rukaj
- Komuna Suç
- Komuna Ulëz
- Komuna Xibër